# 디미트로브그라드 (러시아)

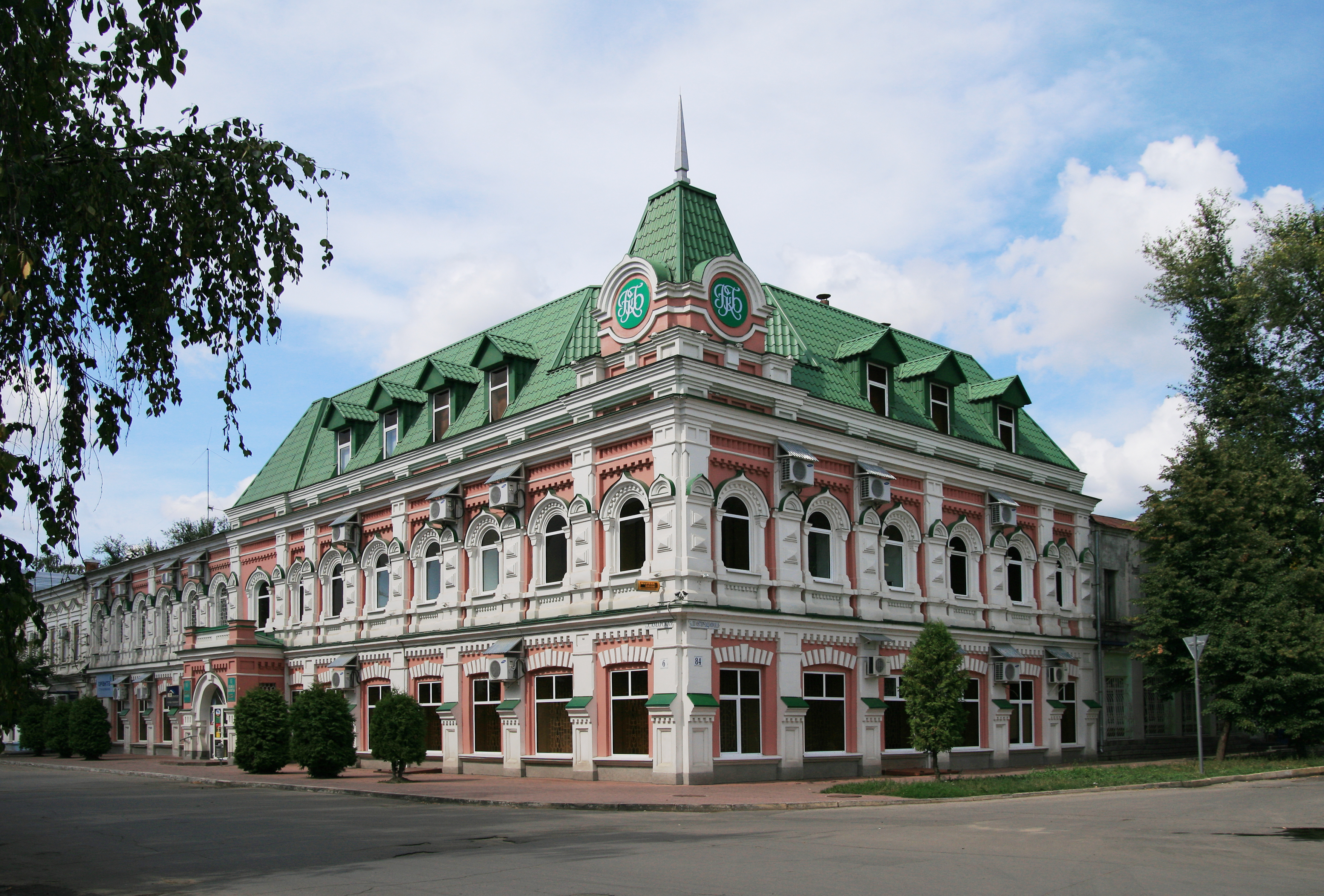

디미트로브그라드(러시아어: Димитровград)는 러시아 서부 울리야놉스크주에 있는 도시이다. 인구 130,871(2004년). 멜레케스 강이 볼쇼이체렘샨 강에 합류하는 지점에 위치한다. 울리야놉스크에서 100km, 사마라에서 130km 떨어져 있다.

## 역사
18세기 초반, 양조장이 생기면서 마을이 건설되었으나, 후에 폐쇄되었다. 1919년 당시는 작은 마을이었으며, 후에 시로 승격되었다.
명칭은 강의 이름을 따 멜레케스(Мелекесс)라 했으나, 1972년, 불가리아의 코민테른서기장 게오르기 디미트로프의 이름을 기념하여 디미트로브그라드로 바뀌었다.

## 산업
기계공업, 화학공업이 주요 산업이다. 1956년에 설립된 원자로 연구소가 있다.

## 자매 도시
- 불가리아 디미트로브그라드
- 우크라이나 드로호비치
- 벨라루스 리다
- 러시아 알렉신
- 러시아 오브닌스크
- 타지키스탄 Qayraqqum
- 러시아 쿠즈네츠크